# سرخه ( شاهنامه)
سرخه پسر افراسیاب بود. پس آنکه رستم پسرش فرامرز را برای کین خواهی به توران فرستاد، فرامرز ابتدا به شهر سپیجاب یا سپنجاب رسید و شاه آن شهر، ورازاد، را کشت. سپس خبر به افراسیاب رسید و او پسرش سرخه را با ده هزار سوار به مقابله با لشکر فرامرز فرستاد. لشکر پسر افراسیاب و سپاه پسر رستم رودرروی هم قرار گرفتند و جنگ آغاز شد. از یک سو سرخه و از سوی دیگر فرامرز به سوی هم تاختند و فرامرز، سرخه پسر افراسیاب را به زمین زد و اسیر کرد. در همین هنگام بود که درفش رستم از دور نمایان شد. رستم دستور داد با تشت و خنجر سرخه را به دشت ببرند و سرنوشتی مانند سرنوشت سیاوش برای او رغم بزنند. طوس این کار رو بر عهده گرفت و خود را آماده کرد. سرخه زنهار خواست و گفت که سیاوش همسال و دوست او بوده و دلش از مرگ سیاوش پر از اندوه شده. طوس از شنيدن اینها دلش به رحم آمد و سخنان سرخه را پیش رستم گفت. رستم نپذیرفت و زواره، برادر رستم، تشت و خنجر را گرفت و سر از تن سرخه جدا کرد.